# Amanita virosa
Amanita virosa (Fr.) Bertill., también conocida como amanita maloliente, cicuta fétida u oronja cheposa, es un hongo basidiomiceto, del orden Agaricales. Al igual que otras especies del género, como Amanita phalloides, es muy venenosa y su ingestión puede provocar la muerte.

## Descripción
Posee un sombrero blanco, primero aovado y luego aplanado. El pie es esbelto y velludo, con un anillo membranoso, y una volva aovada en torno a la base. Su olor se hace empalagoso con la edad. En contacto con bases fuertes ([[Hidróxido de potasio|KOH]], NaOH, amoníaco...) todas sus superficies se vuelven de un color amarillo dorado.

## Hábitat
En suelos ácidos, normalmente en bosques de hayas o de coníferas. Su cuerpo fructífero aparece de verano a otoño.